# Коммевейне (река)
Коммевейне (нидерл. Commewijne; сранан-тонго Kawina-liba) — река в северной части Суринама. Её исток находится в одноимённом округе государства, с территории которого течёт на север, где справа в неё впадает извилистая Коттика, затем, поворачивая на запад, в районе Ньив-Амстердама вступает в бегущую с юга на север реку Суринам и, пройдя 30 км, входит в Атлантический океан. Площадь водосбора реки составляет 6600 км².
Исторически Коммевейне имела важное значение для судоходства: океанские суда проводили крупные баржи с бокситами, перевозившимися из Мунго на восток, до слияния с Суринамом и оттуда уже направлявшимися на юг, через Парамарибо, на Паранамский нефтеперерабатывающий завод, остров Тринидад и в США. Ранее твёрдая тропическая древесина сплавлялась по реке до столицы Суринама. В настоящее время запасы бокситов в районе Мунго значительно истощились и транспортировкой твёрдой древесины занимаются грузовики. Океанские суда вели торговлю на реке уже в 1986 году. Также незаконную торговлю осуществляют местные жители и туристы, приплывающие на лодках.
В XVI—XVII веках именовалась «Камайвини» и «Каммавини». Нынешнее наименование — «Коммевейне», предположительно, происходит от аравакских слов «кама» («тапир») и «вини» («вода» / «река»).